# Reza Yazdani
Reza Mohammad Ali Yazdani Cherati, noto anche con il soprannome il leopardo di Juybar (in persiano رضا یزدانی چراتی‎; Juybar, 25 agosto 1984) è un lottatore iraniano, specializzato nella lotta libera.

## Palmarès
| Anno | Manifestazione  | Sede           | Evento | Risultato | Note |
| ---- | --------------- | -------------- | ------ | --------- | ---- |
| 2004 | Asiatici junior | Almaty         | 74 kg  | Bronzo    |      |
| 2006 | Mondiali        | Canton         | 84 kg  | Bronzo    |      |
| 2006 | Giochi asiatici | Doha           | 84 kg  | Oro       |      |
| 2007 | Mondiali        | Baku           | 84 kg  | Bronzo    |      |
| 2008 | Giochi olimpici | Pechino        | 84 kg  | 11º       |      |
| 2010 | Asiatici        | Nuova Delhi    | 96 kg  | Oro       |      |
| 2010 | Giochi asiatici | Canton         | 96 kg  | Oro       |      |
| 2011 | Mondiali        | Istanbul       | 96 kg  | Oro       |      |
| 2012 | Giochi olimpici | Londra         | 96 kg  | 5º        |      |
| 2013 | Mondiali        | Budapest       | 96 kg  | Oro       |      |
| 2014 | Mondiali        | Tashkent       | 97 kg  | 8º        |      |
| 2014 | Giochi asiatici | Incheon        | 97 kg  | Oro       |      |
| 2016 | Asiatici        | Bangkok        | 97 kg  | Oro       |      |
| 2016 | Giochi olimpici | Rio de Janeiro | 97 kg  | 7º        |      |
| 2019 | Asiatici        | Xi'an          | 97 kg  | Oro       |      |